# Flux énergétique
En radiométrie, le flux énergétique ou la  puissance rayonnée est la mesure de la puissance totale d'un rayonnement électromagnétique (allant du rayonnement radioélectrique aux rayonnement de particules énergétiques) émise ou reçue par une surface réelle ou virtuelle.
Cette quantité peut être relative à l'ensemble du spectre électromagnétique ou à un intervalle élémentaire de celui-ci. On parle alors de flux spectral ou spectrique.

## Unités
L'unité SI du flux énergétique est le watt (W). Une puissance peut être exprimée en termes d'énergie par unité de temps, soit, toujours en unités SI, en joules par seconde (J·s−1 ou J/s).
Le flux spectral est une distribution statistique du flux relative à un intervalle du spectre mesuré par la quantité {\displaystyle mes} (fréquence, longueur d'onde, nombre d'onde, énergie, etc.). L'unité correspondante est alors le {\displaystyle W\,mes^{-1}}. Sa valeur numérique est dépendante du choix de {\displaystyle mes}.
Le flux énergétique est préférentiellement noté {\displaystyle \Phi _{\mathrm {e} }} : les organismes de normalisation recommandent en effet d'utiliser l'indice e pour dénoter les grandeurs « énergétiques » (en radiométrie), afin de les distinguer des grandeurs correspondantes en photométrie.

## Densité de flux énergétique
La densité de flux (flux par unité de surface) est le premier moment de la luminance {\displaystyle L({\vec {\Omega }})}, fonction du vecteur unitaire {\displaystyle {\vec {\Omega }}} donnant la direction de propagation et appartenant à la sphère unité {\displaystyle S^{2}}, :
{\displaystyle {\vec {F}}=\int _{S^{2}}{\vec {\Omega }}L({\vec {\Omega }})\mathrm {d} \Omega }
{\displaystyle {\vec {F}}} est un vecteur qui est le résultat d'une intégration sur la totalité de la sphère unité et ne dépend donc pas de {\displaystyle {\vec {\Omega }}}. Corrélativement il existe donc une infinité de luminances qui donnent une même densité de flux.
Dans le cas d'un faisceau parallèle {\displaystyle {\vec {F}}} est la moyenne temporelle du vecteur de Poynting défini en électromagnétisme.
{\displaystyle {\vec {F}}} est l'analogue radiatif du flux de chaleur de conduction.

## Flux énergétique
Le flux énergétique est le flux compté au travers d'une surface {\displaystyle \Sigma ({\vec {r}})} orientée par sa normale {\displaystyle {\vec {n}}({\vec {r}})}, {\displaystyle {\vec {r}}} désignant les coordonnées de l'espace {\displaystyle \mathbb {R} ^{3}} :
{\displaystyle \Phi _{e}=\int _{\Sigma }{\vec {F}}({\vec {r}})\cdot {\vec {n}}({\vec {r}})\,\mathrm {d} \Sigma =\int _{\Sigma }\int _{S^{2}}L({\vec {r}},{\vec {\Omega }})\,{\vec {\Omega }}\cdot {\vec {n}}({\vec {r}})\,\mathrm {d} \Omega \,\mathrm {d} \Sigma }
{\displaystyle \Phi _{e}} est un scalaire indépendant de {\displaystyle {\vec {r}}}. Il existe donc pour une surface donnée une infinité de densités de flux qui donnent le même flux.
Par définition de l'exitance {\displaystyle M_{e}} le flux est également donné par :
{\displaystyle \Phi _{e}=\int _{\Sigma }M_{e}({\vec {r}})\,\mathrm {d} \Sigma }

## Mesure
Le flux énergétique peut être mesuré par calorimétrie en utilisant un radiomètre ou un bolomètre, en réduisant l'énergie électromagnétique en chaleur. La mesure du flux spectral nécessite l'usage d'un spectroradiomètre
.